# David ben Solomon ibn Abi Zimra
David ben Salomón Ibn Abi Zimra (en hebreo: דוד בן שלמה אבן אבי זמרא‎) (España 1479 - Safed 1573), también llamado Radbaz (רדב"ז) según sus iniciales: Rabbi David iBn Zimra, fue un rabino del período de los ajaronim, considerado como destacado posek, rosh yeshiva, gran rabino y autor de más de 3000 responsa (decisiones halájicas), así como de varias obras académicos.
Radbaz nació en España alrededor de 1479. Tenía trece años cuando su familia, al igual que todos los judíos españoles, fueron expulsados de España. Sus padres se asentaron en Safed, donde estudió bajo la dirección de Joseph Saragossi.
Por razones desconocidas, dejó la Tierra de Israel a la edad de 31 o 32 años y viajó a Wattasinid Fez, donde se convirtió en miembro de la beth din (corte rabínica) presidida por el nagid Isaac Sholal.
En 1517, tras la abolición de la oficina de nagid por parte del gobierno turco, Radbaz se trasladó a El Cairo. Allí fue nombrado Jajam Bashi, o Gran Rabino de Egipto, título que mantuvo durante cuarenta años. Fue también comerciante y filántropo. La yeshivá que fundó y apoyó atrajo a muchos estudiantes distinguidos, entre ellos Bezalel Ashkenazi e Isaac Luria.
Murió en Safed en 1573.